# Omma pilosum
Omma pilosum is een uitgestorven keversoort uit de familie Ommatidae. De wetenschappelijke naam van de soort is voor het eerst geldig gepubliceerd in 1964 door Ponomarenko. Deze soort is bekend uit het Bovenjura (Oxfordièn en Kimmeridgièn), Karabastau Formatie, Karatau, Kazakhstan.